# Свети Климент Охридски (булевард в София)
Вижте пояснителната страница за други значения на Свети Климент Охридски.
„Свети Климент Охридски“ е голям булевард и основен радиален път в София. Наречен е на българския духовник и учен Климент Охридски.
Простира се от кръстовището с бул. „Д-р Г. М. Димитров“, северно от което се нарича бул. „Драган Цанков“ до Околовръстният път на юг, след който се нарича Бистришко шосе.
По протежението или в района на булеварда от север на юг са разположени следните квартали:
- ж.к. „Дървеница“;
- Студентски град;
- кв. „Малинова долина“.

„Свети Климент Охридски“ не е с еднакви габарити по цялото си протежение. Северната част на булеварда, минаваща покрай ж.к. Дървеница между бул. „Д-р Г. М. Димитров“ и бул. „Андрей Ляпчев“ е голяма и широка, но южният участък, минаващ през кв. Малинова долина между бул. „Андрей Ляпчев“ и Околовръстния път, е двулентов и тесен.

## Обекти
На бул. „Свети Климент Охридски“ или в неговия район са разположени следните обекти (от север на юг):
- Столичен онкологичен диспансер „Проф. М. Мушмов“;
- СБАЛ по онкология;
- Национален център по хематология и трансфузиология;
- УНСС, Институт за следдипломна квалификация;
- Химикотехнологичен и металургичен университет;
- Стадион „Октомври“;
- Технически университет;
- Лесотехнически университет;
- 55 СОУ „Петко Каравелов“;
- Пазар Дървеница;
- Читалище „Възраждане“;
- УНСС, УСЦ „Икономист“;
- ЧЕГ „Проф. Д-р В. Златарски“;
- Кармелитски манастир „Св. Дух“;
- Институт за гората;
- Американски колеж;
- река Рекманица;
- Банишка река.